# Isotachis plicata
Isotachis plicata là một loài rêu trong họ Balantiopsaceae. Loài này được J.J. Engel mô tả khoa học đầu tiên năm 1997.